# Georg Philipp Harsdörffer
 (août 2019).
Georg Philipp Harsdörffer, né à Fischbach bei Nürnberg, aujourd'hui un arrondissement de Nuremberg, le 1er novembre 1607, mort à Nuremberg le 17 septembre 1658, est un érudit et poète baroque allemand.

## Biographie
D’une famille noble et destiné lui-même aux plus hautes fonctions publiques, Harsdörffer fit de nombreux voyages en France, en Angleterre et en Italie. La littérature de ce dernier pays eut sur lui une grande influence, et il prit Marino pour modèle. Il fut membre de plusieurs sociétés littéraires allemandes du temps et fonda, avec Johann Klaj, celle des « Ordres des Bergers de la Pegnitz et des Fleurs ».
Jouissant, dans la Société des fructifiants, du surnom de l’Enjoué, Harsdörffer le justifia par ses écrits : Frauenzimmer Sprachspielen (Causeries badines pour les dames; Nuremberg, 1641-1649, 8 vol.), où, sous forme d’entretiens, il traite une foule de sujets agréables et utiles ; Poetischer Trichter (le Filtre poétique ; Ibid., 1648-1653, 3 vol.), contenant les théories des « Bergers de Pegnitz » sur la poésie ; Nathan und Jothan (Ibid., 1650, 3 vol.), recueil de poésies didactiques, de fables et de paraboles, sur des sujets mondains ou religieux ; deux grandes compilations d’histoires, les unes joyeuses et morales, les autres tristes et sanglantes (Der Grosse Schauplatz Lust und Lehrreicher Geschichte 1648 ; Schauplatz Jämmerlicher Mordgeschichten 1649, 6 vol.) ; enfin des poésies religieuses, des épigrammes, des jeux de rimes, etc.

## Œuvres (sélection)

### Mathématiques
- Delitiæ physico-mathematicæ — Le premier volume est une réimpression, avec changement de date, des Déliciæ de Daniel Schwenter[1]. Les volumes 2 et 3 sont de Harsdörffer. Numérisation : Bibliothèque du Congrès